# 암본섬

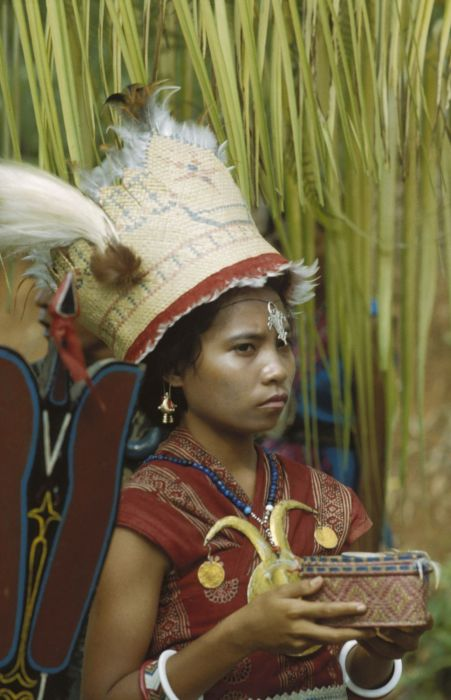
말루쿠 제도 남동부 지역에 사는 원주민 여성의 전통 의상

암본섬(인도네시아어: Pulau Ambon)은 인도네시아 말루쿠 제도에 속한 섬 가운데 하나이다. 반다해 북안에 위치하며 행정 구역상으로는 말루쿠 주에 속한다. 면적은 약 775km2, 최고점은 해발 1,225m이며 가장 큰 도시는 말루쿠 주의 주도이기도 한 암본이다.

## 지리

### 지형과 지질
스람섬의 남서쪽 방면에 위치한 비교적 작은 섬이다. 반다해 북부에 머물러 있으며 그곳을 아우르는 일련의 화산섬 중 하나다. 길이는 51km이며, 해안선이 중간에 안쪽으로 푹 파고든 모습이라 마치 두 개의 섬으로 나뉜 것처럼 보인다. 두 부분 중 남동부는 레이티모르 반도라 부르고, 북부는 히토에 반도라 부르며 서로 좁은 땅으로 연결되어 있다. 파고든 부분의 만은 20km에 달한다. 북쪽 해안가에는 공항이, 남쪽 해안가에는 암본 시가 자리해 있는데 암본 시는 레이티모르 반도의 북서쪽 중앙에 자리한 채 반도의 대부분을 차지하고 있으며 히토에 반도와 접한다. 또 이곳에 암보이나 만이라는 피난항이 있다.
암본섬의 최고봉으로는 해발 1,100m의 와와니 산과 1,225m의 살라후투 산이 있는데 이곳에는 온천과 유기공이 많다. 섬 내에는 화산이 많지만 레아세 제도와 접해 있는 산은 모두 사화산이다. 지질의 경우 화강암과 사문암이 주된 암석이나 암보니아 만 해안가 지대는 백악질로서 종유석 동굴이 형성되어 있다.

### 기후와 생물
암본섬의 야생지역은 열대우림으로서, 주변의 스람섬과 더불어 스람 열대우림 생태지역으로 묶인다. 여기서 더 나아가 말루쿠섬 일부 지역까지 합하면 왈라세아 지역이 되는데, 아시아와 오세아니아 대륙의 심해로 분리되어 단 한번도 대륙과 육지로 연결된 적이 없는 지역이다. 이처럼 입지가 워낙 고립된 탓에 토착 포유류는 흔치 않은 편이며 조류가 더 많다. 반면 곤충류는 그 종류가 매우 다양하며 특히 나비목종이 많이 보인다. 조개 역시 상당한 숫자로 이곳에서 나는 조개를 별갑 (鼈甲) 재료로 수출하기도 한다.
암본섬의 평균기온은 27 °C이다. 드물겐 22 °C까지 떨어지기도 한다. 동쪽 계절풍이 불어온 직후에는 특히 폭우가 쏟아지기도 하며 태풍도 잦다. 우기는 10월부터 4월까지인데 이때 서쪽 계절풍이 불어온다.

## 인구
행정구역상으로 등록된 암본섬의 인구는 북쪽의 작은 섬까지 통틀어 441,000명 (2010년)에 달한다.
암본섬에 사는 사람들은 말레이족과 파푸아족이 섞인 민족이다. 대부분 기독교나 이슬람교를 믿는다. 암본섬의 제1언어는 암본말레이어로, '암본어'라 칭하기도 한다. 암본어는 말루쿠 중부의 통상어로 자리잡았으며, 말루쿠 전역의 제2언어로 사용되고 있다. 옛날에는 포르투기스어라고 해서 무역과정에서 쓰이는 일종의 크리올 언어도 있었으나 절멸했다. 암본 시에서는 인도네시아어가 동시에 쓰이는 경우가 많다.
암본섬의 기독교도와 무슬림 사이에는 종교분쟁이 벌여져 왔으며, 암본섬의 토착민들과 술라웨시섬에서 건너온 부톤족, 부기인, 마카사르족과의 마찰도 있는 편이다.